# Françoise de Rohan
Françoise de Rohan, född 1540, död 1591, var en fransk hovfunktionär.
Hon var hovdam hos Katarina av Medici. Hon är främst känd för det hemliga äktenskap som hon möjligen ingick 1556 med Jacques av Savojen, hertig av Nemours; denne förnekade dock vigseln och gifte sig 1566 med en annan person.
Hon utpekas som förebilden för huvudpersonen i den berömda romanen La Princesse de Clèves av Marie-Madeleine Pioche de La Vergne.